# Пыхтино (станция метро)
«Пы́хтино» — станция Солнцевской линии Московского метрополитена. Расположена в поселении Внуковское (НАО) рядом с жилым массивом «Солнцево-Парк» и деревней Пыхтино, по которой и получила своё название. Открыта 6 сентября 2023 года в составе участка «Рассказовка» — «Аэропорт Внуково». Стала второй полуподземной станцией как на линии, так и в целом в Московском метро после «Мичуринского проспекта».

## История
Согласно проекту Новомосковского административного округа, представленному в феврале 2015 года, продление линии до Внукова было на тот момент запланировано на 2025—2035 годы, с двумя станциями на участке длиной 5,4 км.
9 октября 2017 года было объявлено, что разработка документации для продления во Внуково Солнцевской линии может быть завершена в течение полутора лет.
В начале мая 2018 года руководитель Департамента строительства Москвы Андрей Бочкарёв заявил, что строительство участка Солнцевской линии до станции «Внуково» начнётся не позднее 2019 года.
В мае 2019 года администрация поселения Внуковское сформировала список предложений по внесению изменений в проект строительства станции метро «Пыхтино» с учётом мнений жителей деревни Пыхтино и микрорайона «Солнцево Парк».
10 февраля 2023 года мэр Москвы Сергей Собянин утвердил название станции «Пыхтино».
8 мая 2024 года в Новой Москве были упразднены поселения в пользу новых районов, а также произошёл обмен участками территорий существующих районов с вновь образованными. В результате реформы станция, располагавшаяся на территории поселения Внуковское, оказалась в районе Внуково[значимость факта?].

## Строительство
Строительством управляет инжиниринговый холдинг «Мосинжпроект» — оператор программы развития московского метро.
- С конца августа 2019 года велась подготовка к строительству станции[11], которое началось в феврале 2020 года[12].
- В конце мая 2020 года на станции велось строительство монтажно-щитовой камеры для запуска тоннелепроходческих механизированных комплексов в сторону Рассказовки[13].
- К середине августа 2020 года на станции полностью завершены работы по возведению ограждающих конструкций котлована[14].
- 20 марта 2021 года стартовало строительство левого перегонного тоннеля от станции «Пыхтино» до станции «Рассказовка». 14 мая 2021 года началась проходка правого тоннеля[15].
- К середине мая 2021 года на станции готов котлован, вынесены инженерные коммуникации[16].
- 20 декабря 2021 года завершена проходка левого тоннеля до Рассказовки длиной более 2,1 км[17].
- 18 января 2022 года тоннелепроходческий щит «Роза» приступил к возведению левого перегонного тоннеля между станциями «Пыхтино» и «Внуково»[18].
- 2 июня 2022 года завершены работы по проходке первого тоннеля Солнцевской линии Московского метрополитена до аэропорта Внуково[19].

## Открытие
Открытие станции состоялось 6 сентября 2023 года.

## Архитектура и оформление
В июне 2020 года был утверждён проект станции, по которому из-за сложного рельефа одна путевая стена будет глухой — на ней разместится хронологическая лента с чертежами советских самолётов от винтовых АНТ-3 до сверхзвукового Ту-160, а другая будет иметь панорамное остекление. Потолок украшают световые конструкции в виде цилиндров-турбин, а эскалаторный наклон имеет продолжение в виде колодца-раструба. Здесь же было решено разместить модель самолёта Ту-144.
| - Модель самолёта Ту-144 над эскалатором - Путевая стена с остеклением. Вид в сторону станции Аэропорт Внуково - Проект станции июня 2020 года |

Когда мы приступили к проектированию “Пыхтино”, задумались, какую концепцию выбрать. Изучив район, поняли, что многие улицы носят имена летчиков и авиаконструкторов, и оттуда виден терминал А аэропорта Внуково. Кроме того, конструкторское бюро “Туполев” обратилось к нам с просьбой посвятить новую станцию его юбилею: в 2022 году предприятие отметило 100 лет со дня основания. Так родилась эта идея. Светильники-турбины сначала хотели сделать крутящимися, но реализовать технологию оказалось непросто. Тогда разместили каждый из них повернутым на 15 градусов по отношению к предыдущему — это создает оптический эффект вращения при передвижении по станции.

Леонид Борзенков, руководитель авторского коллектива станции "Пыхтино"

## Наземный общественный транспорт

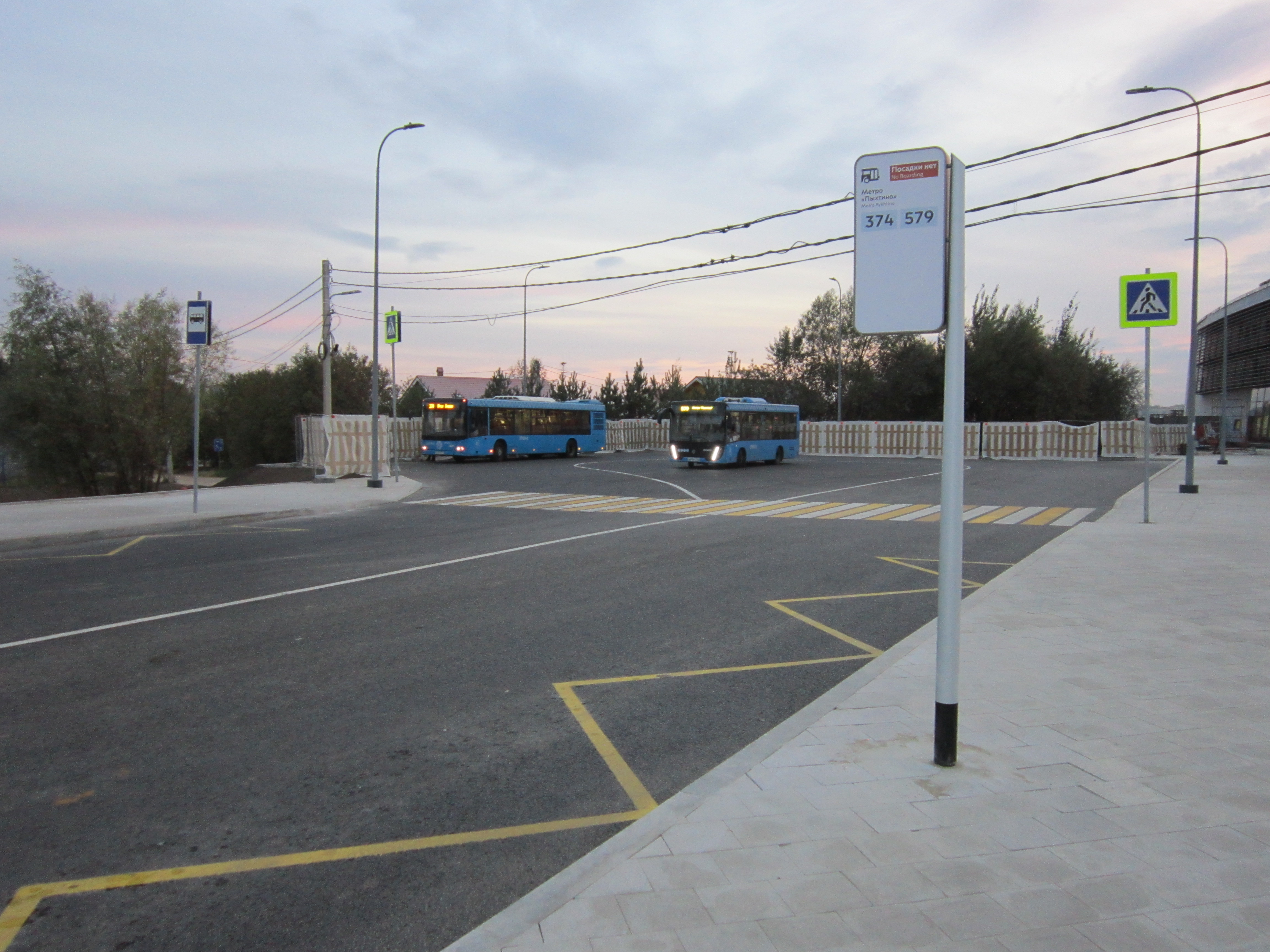
Конечная остановка «Метро „Пыхтино“» и автобусы МАЗ-203.069, маршрут № 374, и МАЗ-206.486, маршрут № 579

На этой станции можно пересесть на следующие маршруты городского пассажирского транспорта:
- Автобусы: 166, 274, 579, 750, 870, 886, 950, н11